# Georg Mayer (Sanitätsoffizier)

Professor Mayer als zweiter von rechts

Georg Mayer, später Mayer-Bey Effendi (* 1870; † 18. Dezember 1936 in Dillingen an der Donau), war ein deutscher Militärarzt und Hygieniker. Mayer war im Ersten Weltkrieg damit befasst, das Sanitätswesen der Osmanischen Armee grundlegend zu modernisieren, und wurde in dieser Funktion Zeuge des Völkermords an den Armeniern.

## Leben

### Herkunft und Familie
Mayer stammte aus München und war Sohn eines königlichen Advokaten und dessen Ehefrau Anna Mayer geborene Niedermayer († 1911). Sein älterer Bruder besaß eine Apotheke, zwei jüngere Brüder wurden ebenfalls Mediziner.

### Karriere
1894 trat Mayer als Einjährig-Freiwilliger Arzt in das 19. Infanterie-Regiment der Bayerischen Armee ein. Nach einem Jahr wurde er in dem Regiment zum Unterarzt ernannt und mit der Wahrnehmung einer offenen Assistenzarztstelle beauftragt. Vor der Jahrhundertwende wurde er zum Assistenzarzt in Würzburg befördert. 1900 stand er bei der 2. Train-Abteilung in Würzburg und nahm am Chinafeldzug zur Niederschlagung des Boxeraufstandes teil, wofür er mit der China-Denkmünze in Bronze ausgezeichnet wurde.
Vor 1909 zum Stabsarzt befördert, leitete er 1910 den Operationskurs für Militärärzte an der Militärärztliche Akademie in München. Für seine Verdienste wurde er 1913 mit der Rote-Kreuz-Medaille III. Klasse geehrt. Im selben Jahr wirkte er als Dozent für Hygiene und Bakteriologie an der Militärärztlichen Akademie und wurde dort zum Professor ernannt. Vor 1913 wurde er mit dem Militärverdienstorden IV. Klasse ausgezeichnet.
Am 24. Juli 1913 wurde er zum Oberstabsarzt befördert. Am 7. Dezember wurde Georg Mayer zur Disposition gestellt und brach am 13. Dezember als Angehöriger der deutschen Militärmission in das Osmanische Reich unter Otto Liman von Sanders nach Istanbul auf. Als leitender deutscher Sanitätsoffizier im Osmanischem Reich beurteilte er den türkischen Sanitätsdienst als sehr schlecht ausgestattet. Mayer wurde von Enver Pascha persönlich beauftragt, den türkischen Sanitätsdienst komplett zu reorganisieren. Mayer bemühte sich dabei besonders um die Realisierung einer modernen Seuchenbekämpfung und ließ Seuchenlazarette erbauen.
Während des Ersten Weltkrieges war er als Stellvertreter von Süleyman Numan Pascha eingesetzt, dem Kommandeur des türkischen Sanitätsdienstes und Oberarzt des Stabes der Osmanischen Streitkräfte. Als Mayer erfuhr, dass armenische Zivilisten als Versuchsobjekte bei Infektionsexperimenten für Impfstoffe missbraucht werden sollten, legte er mehrmals bei Enver Pascha Protest ein und forderte erfolglos, „diese Injektionen, die sogar die Affen infizieren, und die nicht nur keinen wissenschaftlichen Wert haben, sondern auch skrupellos sind“, zu verbieten.
Mayer wurde auch von Zeitgenossen in Militärkreisen wegen seines cholerisch-schroffen Verhaltens gegenüber Untergebenen kritisiert. Er äußerte starke Ressentiments und zeigte kaum Verständnis für die einheimischen Militärs. Ihm unterstellte türkische Armeeärzte wurden sehr hart bestraft, so unter anderem durch Lohnentzug und Degradierung. 1915 wurde ihm als Oberstabsarzt a. D. der Osmanié-Orden 3. Klasse verliehen. Bis Ende 1916 wirkte Mayer als stellvertretender Sanitätsinspekteur und Armeearzt der osmanischen 5. Armee und anschließend als hygienischer Beirat beim Obersten Sanitätsoffizier der Militärmission. 1918 kehrte er nach Bayern zurück und führte seit seiner Zeit im Osmanischen Reich den Ehrennamen „Mayer-Bey“. Er wurde als Korpsarzt des I. Armee-Korps verwendet und nach Kriegsende 1919 mit dem Charakter eines Generaloberarztes aus dem Militärdienst verabschiedet. 1920 führte er eine Beratungsstelle für Ungezieferbekämpfung in der alten Isarkaserne in München und zog diese noch im selben Jahre in das örtliche Hauptversorgungsamt. 1931 wirkte er als Vorstand und Gründer eines bakteriologisch-serologogischen Laboratoriums in Dillingen an der Donau, wo er sich mit der Bekämpfung septischer Krankheiten befasste.
Nach der Machtergreifung der Nationalsozialisten wurde Mayer Sanitätsobertruppenführer der SA-Reserve und hielt in dieser Position Vorträge über die Vorteile der Erbbiologie und Eugenik.

## Schriften/Beiträge
- Ueber das Wachstum von Mikroorganismen auf Speicheldrüsen- und Mucin - Nährböden. 1899, In: Zentralblatt für Bakteriologie und Parasitenkunde. 1. Abt.
- Erfahrungen mit Typhusträger. 1905, In: Vereinsblatt der pfälzischen Ärzte.
- Über die Verschleppung typhöser Krankheiten durch Ameisen und die Pathogenität des Löfflerschen Mäusetyphusbazillus für den Menschen. 1905.
- Typhus abdominalis. Nach Vorträgen in ärztlichen Vereinssitzungen in der Pfalz. In: Deutsche Militärärztliche Zeitschrift. 1905.
- Untersuchungen bei der Brustseuche der Pferde. 1908, In: Berliner tierärztliche Wochenschrift.
- Über moderne Seuchenbekämpfung. 1909, In: Münchner Neueste Nachrichten.
- Über Schädigungen von Fleisch - Büchsenkonserven. 1912, In: Zeitschrift für Medizinalbeamte.
- Massenerkrankungen durch Nahrungs- und Genußmittelvergiftungen. Friedr. Vieweg & Sohn, 1913.
- Gastbeitrag im Münchner Med. Wochenschrift im Jahre 1921.[25]
- Streptokokkenkeimträger. 1929, In: Zentralblatt für Bakteriologie und Parasitenkunde.
- Erfahrungen mit venerischen Krankheiten (Beobachtungen über die Prostitution und ihre Folgen in China und der Türkei). Vortrag, 1933.